# Петрович, Ружа
Ружа Петрович (сербохорв. Ruža Petrović / Ружа Петровић), в девичестве Хреля (сербохорв. Хреља / Hrelja; 17 октября 1911, Хрелини — 23 августа 1958, Пула) — югославская хорватская партизанка из Истрии, ослеплённая итальянскими фашистами во время Народно-освободительной войны Югославии; после войны была председателем Общества слепых Истрийской жупании и Пулы.

## Биография

### Довоенные годы
Родилась 17 октября 1911 года в деревне Хрелини около города Жминь в Австрийском Приморье Австро-Венгрии (ныне жупания Истарска, Республика Хорватия). Старшая из восьми детей. В довоенные годы вышла замуж за Якова Хрелю, в браке родила двоих дочерей (одна из них умерла в возрасте нескольких месяцев). Яков умер ещё до войны, и Ружа вышла замуж за Вазмослава Пашквалина Петровича из Режанцев (часть села Санвиченти).

### Война
В годы Народно-освободительной войны Югославии Ружа Петрович помогала югославским партизанам, сражавшимся против итальянских фашистов.
22 июля 1944 года 25 итальянских фашистов из села Санвиченти ворвались в Режанци и обыскали дом Петрович, подозревая её, мужа и двух его братьев в помощи партизанам. Итальянцами было найдено куда большее количество продовольствия и одежды, чем необходимо было семье, поэтому итальянцы арестовали Ружу и вынудили её вывезти все излишки продовольствия армейскому гарнизону в Санвиченти. Там её подвергли жестоким пыткам, пытаясь вынудить Ружу выдать информацию о партизанах. Та отказывалась наотрез. На следующий день её отпустили, но на полпути к родному селу Ружу опять поймали фашисты и стали систематически избивать. Один из солдат ударил её прикладом ружья в лоб, и женщина упала на землю. Фашисты привязали её к дереву и выкололи ей глаза ножом.
Женщину спасли жители местной деревни, отведя её в Скитачу, где у партизан была больница, а затем и в хирургическое отделение госпиталя Пулы, где Ружа провела 70 дней. Ослепшая женщина, несмотря на это, продолжила помогать партизанам: она вязала им носки и свитера, оказывая также моральную поддержку.
Ещё до нападения Ружа Петрович была избрана делегатом Женского антифашистского фронта Хорватии на 1-й его съезд, состоявшийся 7 июля 1944 года в лесах у Рашпры. В июне 1945 года она участвовала на Съезде женщин Хорватии в Загребе и даже была удостоена встречи с Владимиром Назором, председателем Земельного антифашистского вече народного освобождения Хорватии.

### После войны
После войны Ружа Петрович основала Общество слепых Истрийской жупании и Пулы, занимая там пост председательницы. До конца своей жизни она испытывала острые головные бои, вызванные ослеплением, а вскоре утратила обоняние и вкус. Она скоропостижно скончалась 23 августа 1958 года. Похоронена на городском кладбище в Пуле.

## Память
Именем Ружи Петрович названы множество улиц, площадей и парков в Истрии. В 1945 году в Пуле был открыт детский дом, получивший имя Ружи Петрович. В 1996 году Хорватское демократическое содружество исключило имя Ружи Петрович из названия детского дома, но это решение в 2013 году отменила Социал-демократическая партия Хорватии, вернув изначальное имя детдому. На том месте, где Ружу Петрович ослепили, был установлен памятник.